# Крауз Олексій Антонович
Крауз Олексій Антонович (*19 травня (3 червня) 1889 — †8 лютого 1931)  — російський та радянський вчений у галузі опалення та вентиляції приміщень.

## Біографія
Народився 3 червня 1889 р у сім’ї лісничого. Після закінчення гімназії у 1907 році поступив на механічний факультет Ленінградської політехніки. У 1915 році відмінно захистив дипломну роботу на тему «Визначення коефіцієнтів місцевих опорів окремих частин судових повітряних трубопроводів».

## Наукова, інженерна та педагогічна діяльність
Ще студентом, у 1911 році влаштувався до «Російського товариства машинобудівного заводу братів Кертінг». З 1913 року починає самостійно розробляти проекти великих споруд, з 1915 р керує проектуванням та монтажем систем центрального опалення та вентиляції. З 1916 року йому доручено керування майстернями відділення, а з 1917 р — ще й відділом струменевих апаратів. У 1919 році О. А. Крауз стає головним інженером та заступником голови відділення, зберігаючи посади і після реорганізації «Товариства братів Кертінг» в науково-технічному бюро з опалення та вентиляції при Ленінградській обласній науково-технічній раді. Згодом О. А. Крауз працював у будівельно-монтажному бюро з опалення та вентиляції при Теплотехнічному інституті та у відділенні тресту «Промвентиляція».
Перший великий монтаж, у якому О. А. Крауз брав участь — система опалення та вентиляції Ермітажу. Під час цієї великої практичної роботи вчений дійшов висновку про переваги однотрубної системи опалення і почав роботу над науковою працею «Вплив приєднання розширювальної посудини на розподіл тиску у водонасосних системах опалення». Спираючись на власні розрахунки, зміг довести доцільність однотрубної системи у приміщенні Палацу праці ВЦРПС.
Під час робіт з облаштування вентиляції Монетного двору виявив недостатнє врахування впливу місцевих опорів при виконанні повітроводів, знайшов та виправив помилки у значеннях коефіцієнтів опорів трійників, що наводились у розповсюдженому у ті часи класичному посібнику Ріштеля-Браббе.
З 1924 року стає доцентом на механічному факультеті Ленінградського інституту ім. Калініна. У 1928—1930 рр викладає дисципліну «Опалення та вентиляція» на архітектурному факультеті Образотворчої академії, а у 1929—1931 рр — на факультеті індустріалізації сільського господарства та інженерному факультеті Ленінградської політехніки.
В останні роки життя О. А. Крауз приділяв особливу увагу напрямку теплофікації і брав активну участь у вирішенні основних питань у цій новій галузі техніки (визначення параметрів теплоносіїв, способи приєднання різних споживачів до теплових мереж, способи регулювання видачі тепла, конструкції теплових мереж тощо).
О. А. Крауз раптово помер на 42 році життя. Книгу «Питання опалення та вентиляції», що накопичує висновки наукової діяльності Олексія Антоновича, було видано вже після смерті вченого, у 1934 році.

## Праці
1. Крауз А. А., «К вопросу о сопротивлении тройников воздушных трубопроводов». («Техника и производство», №2, 1927)
2. Крауз А. А., «Температура горячей воды в системах водяного отопления в зависимости от наружной температуры». («Издательство Политехнического института», т XXX, 1927)
3. Крауз А. А., «Влияние присоединения расширительного сосуда на распределение давления в водонасосных системах отопления». («Тепло и сила», №5, 1928)
4. Крауз А. А., «К вопросу о подсчете мощности вентиляторов». («Вестник инженеров», №2, 1928)
5. Крауз А. А., «Определение напоров, создаваемых центробежными вентиляторами». («Вестник инженеров», №5—6, 1929)
6. Крауз А. А., «Прогресс методов расчета систем отопления и вентиляции». («Отопление и вентиляция», №1—2, 1930)